# Karesuando
Karesuando (finsk: Kaaresuvanto, nordsamisk: Gárasavvon) i Kiruna kommune er Sveriges nordligste byområde, kirkeby og sogn, der i 2005 havde 313 indbyggere. Byen fik sin første faste bebyggelse i 1670, da Måns Mårtensson Karesuando købte samen Henrik Nilsson Nikkas' jord, fiskevand, udmark og græsningsmarker. Den første kirke på stedet blev opført 1816.
Sognepræsten, vækkelsesprædikanten og botanikeren Lars Levi Læstadius virkede i Karesuando fra 1826 til 1846, hvor han etablerede vækkelsen, der er kendt som læstadianisme, opkaldt efter ham. Fra 1828 var han bosat i Laestadiuspörtet i Karesuando.
Karesuando er det nordligste punkt for europavej E45 og for den svenske riksväg 99.